# Fiera di Primiero
Fiera di Primiero je obec v provincii Trento v italské oblasti Tridentsko-Horní Adiže, která se nachází asi 60 km východně od Trenta. K 31. prosinci 2004, měla 560 obyvatel na ploše 0,15 km². Jedná se o nejmenší obec v této italské provincii. Narodil se zde Alois Negrelli.
Fiera di Primiero hraničí s obcemi Tonadico a Transacqua.